# Железен мост (Пловдив)
Железният мост е железопътен мост над река Марица в Пловдив.
По него минава железопътна линия № 8, която свързва 2 гари в Пловдив - Централната и гара Филипово.

## История
Железопътният мост при стадион „Пловдив“ е изграден около 1911-1913 г. като част от жп линия Пловдив-Бургас.
При втория трус на Чирпанското земетресение на 18 април 1928 г. мостът е изместен встрани с 28 см. На другия ден от техническа секция София пристига секционен инженер Димитър Золотович с шлосери и само за 2 часа мостът е наместен. Линията от двете страни обаче потъва с 20-30 см. Всички повреди по жп линиите са поправени още на 19 и на 20 април и влаковете отново започват да се движат. Необходими са били 80 вагона баласт и сгурия, за да се запълнят хлътналите места по жп трасето”. По късно инж. Золотович е награден с 2000 лв. за ускоряване на възстановяването на движението.
Въпреки забраните, мостът е използван за пресичане на реката от пешеходци. Масово се използва по време на футболни срещи, играни на стадионите и игрищата от двете страни на моста.
Предвижда се мостът да бъде повдигнат и интегриран с нов пътен мост, който ще осигури така наречената западна тангента на централната част на Пловдив по бул. „Копривщица“.